# Appendicula dajakorum
Appendicula dajakorum är en orkidéart som beskrevs av Johannes Jacobus Smith. Appendicula dajakorum ingår i släktet Appendicula och familjen orkidéer. Inga underarter finns listade i Catalogue of Life.